# La Minute de vérité
Pour les articles homonymes, voir La Minute de vérité (homonymie).
Pour plus de détails, voir Fiche technique et Distribution.
La Minute de vérité (titre italien L'ora della verità) est un film franco-italo-autrichien réalisé par Jean Delannoy et sorti en 1952.

## Synopsis
Marié à Madeleine, le docteur Pierre Richard est appelé au chevet d'un jeune peintre, Daniel Prévost, qui vient de tenter de se suicider par le gaz. En lui donnant les premiers secours, il découvre à son chevet la photo du moribond en compagnie de Madeleine, tendrement enlacés… Le soir même, Pierre demande des explications à sa femme. Oui, elle a connu Daniel huit ans plus tôt, au cours d'une fête donnée pour la centième d'une pièce dont elle était l'interprète. Daniel insiste pour que Madeleine divorce afin de l'épouser. Mais la jeune femme a compris alors qu'elle aimait son mari et que sa vie familiale avait énormément d'importance pour elle. C'est pourquoi elle a rompu. Un coup de téléphone vient apprendre à Pierre que Daniel vient de succomber à l'hôpital. La nuit s'achève, et avec elle cette minute de vérité au cours de laquelle se sont affrontés Pierre et Madeleine. Cette mort va-t-elle marquer pour eux une renaissance ?

## Fiche technique
- Titre : La Minute de vérité
- Titre italien : L'ora della verità
- Réalisation : Jean Delannoy
- Assistants réalisateur : Pierre Zimmer, Gérard Ducaux-Rupp, Mauro Bolognini
- Scénario : Jean Delannoy, Henri Jeanson, Roland Laudenbach, Robert Thoeren
- Adaptation : Jean Delannoy, Henri Jeanson, Roland Laudenbach
- Dialogue : Henri Jeanson
- Photographie : Robert Lefebvre, Louise Holscher
- Son : Pierre Calvet, Antoine Petitjean, assistés de Guy Chichignoud
- Décors : Serge Pimenoff, assisté  de Robert André, Raymond Lemoigne
- Montage : James Cuenet
- Musique : Paul Misraki (Éditions Impéria)
- Tableaux et Portraits de Dany
- Costumes : Michèle Morgan est habillée par Jacques Fath et Jean Zay
- Tournage dans les studios « Franstudio » du 21 avril au 27 juin 1952
- Tirage : Laboratoire L.T.C - Système sonore : Western Electric
- Pellicule : 35 mm - noir et blanc
- Production : Franco-London Films, Società Italiana Cines, Wiener Mundus-Film
- Distribution : Télédis, Gaumont
- Durée : 109 minutes
- Pays de production :  France,  Italie,  Autriche
- Genre : Drame
- Dates de sortie :
  - France : 22 octobre 1952
  - Italie : 24 décembre 1952
- Visa d'exploitation : 18542

## Distribution
- Jean Gabin : le docteur Pierre Richard
- Michèle Morgan : Madeleine Richard, sa femme
- Daniel Gélin : Daniel Prévost, artiste peintre
- Simone Paris : Mony, une actrice, amie de Madeleine
- Lia Di Leo : Mme Meunier, l'infirmière du docteur Richard
- Doris Duranti : Mme Duranti
- Marie-France : Simone, la petite fille des Richard
- Denise Prêcheur : Rose, la bonne des Richard
- Denise Clair : Mme Nicolas, la concierge de l'immeuble de Daniel
- Jim Gérald : Eddy, le patron du cabaret « Zéro de conduite »
- Robert Dalban : M. Taboureau, client du « Zéro de conduite »
- Jean-Marc Tennberg : l'interne de l'hôpital
- Marfa Dhervilly : l'habilleuse du théâtre
- Raphaël Patorni : un acteur donnant la réplique à Madeleine
- René Génin : le gardien de l'église Notre-Dame-de-Toute-Grâce du plateau d'Assy
- Fransined : un comédien participant à la tournée Karsenty
- Jean Chaduc : un comédien participant à la tournée Karsenty
- Albert Michel : un comédien participant à la tournée Karsenty
- Raymond Faure : le comédien à la répétition de "Roméo et Juliette"
- André Chanu : le metteur en scène de "Roméo et Juliette"
- Émile Genevois : le conducteur du vélo-taxi
- Michel Rob : le garçon à vélo qui vient chercher le docteur Richard
- Georges Bever : le malade enrhumé privé de football
- Yvonne Yma : la femme du malade enrhumé
- Yette Lucas (non créditée) : la mère qui attend son enfant au cabinet médical
- Jacqueline Cantrelle (non créditée) : une mère qui accompagne son enfant au cabinet médical
- Laure Paillette (non créditée) : la concierge de l'immeuble des Richard
- Walter Chiari (non crédité) : un client du cabaret
- Charles Bayard (non crédité) : un client du cabaret
- Marcel Rouzé (non crédité) : un locataire voisin de Daniel
- Grégoire Gromoff (non crédité) : un locataire voisin de Daniel
- Lucien Dorval (non crédité) : le patron du bistrot à Javel

## À noter
- L'ouverture du film frappe par son habileté. Le personnage du médecin fait réviser à sa fille de grandes dates historiques. Peu après, son épouse lui demande quel jour ils sont, sans qu'il ne comprenne où elle veut en venir. Il a oublié la date anniversaire de leur première nuit d'amour. Ils vont tout le film "réviser" leur propre histoire, quelques dates-clés, et confronter des mémoires souvent  différentes, afin, comme dans les études historiques, de mieux comprendre leur présent et penser leur avenir.

A noter aussi que pendant qu'il interroge sa fille, le médecin termine sa toilette en se regardant dans la glace, or c'est une vaste réflexion qui les attend, son épouse et lui, le soir venu.
- Dans la version italienne, le rôle joué par Daniel Gélin est tenu par Walter Chiari.
- Jean Gabin tourne pour la première fois sous la direction de Jean Delannoy. Avec ce film, Gabin retrouve Michèle Morgan onze ans après Remorques.
- Il s'agit du premier grand succès — bien avant celui de Touchez pas au grisbi — de la seconde carrière de Jean Gabin, totalisant plus de 3 millions d'entrées.
- S'agissant d'une production Franco-Italienne, deux actrices italiennes ont participé à ce film : Lia Di Leo (25 mars 1924 à Taranto en Italie) et Doris Duranti (25 avril 1917 - 10 mars 1995).
- À noter, l'intrigue « miroir », quand Gabin, de mari trompé, devient mari trompeur, dans En cas de malheur. Dans le même contexte bourgeois, et de décalage de générations.
- À noter que deux personnages du film portent les noms de futurs acteurs du cinéma français : Pierre Richard et Daniel Prévost.
- A la fin du film, apparaît une question adressée au public, qui demande en substance : Et vous, qu'auriez-vous fait à la place de Michèle Morgan et Jean Gabin ? Les gagnants se voient promettre une journée avec les trois acteurs principaux.
- Une des scènes du film a été tournée dans l’Église Notre-Dame-de-Toute-Grâce du plateau d'Assy, considérée comme l’un des édifices majeurs du renouveau de l'art sacré au XXe siècle peu après  sa consécration en 1950.